# Pleurothallis cachensis
Pleurothallis cachensis är en orkidéart som beskrevs av Oakes Ames. Pleurothallis cachensis ingår i släktet Pleurothallis och familjen orkidéer.
Artens utbredningsområde är Costa Rica. Inga underarter finns listade i Catalogue of Life.